# Керамік (Баранівка)
«Керамік» — український футбольний клуб з міста Баранівки Житомирської області.

## Історія назв
- (19??—2003), (2006—2014), (2016—н. ч.) —«Керамік» (Баранівка)
- (2003—2006), (2014—2016) —«Баранівка» (Баранівка)

## Досягнення
- Срібний призер чемпіонату України серед аматорів (2): 1992/93, 1993/94
- Чемпіон Житомирської області (3): 1990, 1992, 1993
- Срібний призер Житомирської області (1): 1991
- Бронзовий призер Житомирської області (3): 1959, 1998, 2013
- Срібний призер другого дивізіону Житомирської області (2): 1997, 2018
- Бронзовий призер другого дивізіону Житомирської області (1): 1988
- Володар Кубка Житомирської області (1): 1992
- Фіналіст Кубка Житомирської області (2): 1998, 1999

## Всі сезони в незалежній Україні
| Сезон   | Чемпіонат     | Чемпіонат | Чемпіонат | Чемпіонат | Чемпіонат | Чемпіонат | Чемпіонат | Чемпіонат | Кубок        | Кубок | Кубок | Кубок | Кубок | Кубок | Кубок | Примітка                          |
| Сезон   | Ліга          | Місце     | І         | В         | Н         | П         | М         | О         | Етап         | І     | В     | Н     | П     | М     | О     | Примітка                          |
| ------- | ------------- | --------- | --------- | --------- | --------- | --------- | --------- | --------- | ------------ | ----- | ----- | ----- | ----- | ----- | ----- | --------------------------------- |
| 1992/93 | —             | —         | —         | —         | —         | —         | —         | —         | 1/32 фіналу  | 2     | 1     | 0     | 1     | 2−4   | 2     |                                   |
| 1994/95 | Третя         | 10 з 22   | 42        | 20        | 5         | 17        | 46−52     | 65        | 1/16 фіналу  | 5     | 4     | 0     | 1     | 9−6   | 8     |                                   |
| 1995/96 | Друга Група А | 13 з 22   | 40        | 18        | 5         | 17        | 38-41     | 59        | 1/16 фіналу  | 3     | 1     | 1     | 1     | 1−2   | 3     |                                   |
| 1996/97 | Друга Група А | 16 з 16   | 30        | 4         | 4         | 22        | 15−27     | 16        | 1/128 фіналу | 1     | 0     | 0     | 1     | 0−1   | 0     | Знявся із змагань після 1-го кола |
| Всього  | Третя         | 1 сезон   | 42        | 20        | 5         | 17        | 46−52     | 45        | >4 сезони    | 11    | 6     | 1     | 4     | 12−13 | 13    |                                   |
| Всього  | Друга         | 2 сезони  | 70        | 22        | 9         | 39        | 53−68     | 53        |              |       |       |       |       |       |       |                                   |